# Jupiter's Darling
 Jupiter's Darling és una pel·lícula musical estatunidenca dirigida per George Sidney estrenada el 1955, lliurement inspirada en un episodi de la història de Roma. Va ser produïda per la MGM. Protagonitzada per Esther Williams com la dona romana Amytis, Howard Keel com Hannibal, el comandant militar cartaginès i George Sanders com Fabius Maximus, el promès d'Amytis. A la pel·lícula, Amytis ajuda Hanníbal a creuar el Riu Tiber per veure de prop les fortificacions de Roma. La pel·lícula presenta molts personatges històrics, incloent-hi els generals romans Quint Fabi Màxim Berrugós i Scipio Africanus que apareix breument, a més a més dels cartaginesos Annibal, Mago Barca i Maharbal també apareixen.

## Argument
Som el 216 aC. Després d'haver aniquilat les legions romanes, el general cartaginès Hanníbal Barca camina sobre Roma al capdavant del seu exèrcit, mentre que a Roma, el dictador Quint Fabi Màxim Berrugós espera finalment casar-se amb la bella i independent Amytis, la seva promesa des de fa 7 anys.

## Repartiment
- Esther Williams: Amytis, promesa de Quint Fabi
- Jo Ann Greer: Amytis (cant)
- George Sanders: Quint Fabi, dictador romà
- Howard Keel: Hanníbal
- Marge Champion: Meta, esclau d'Amytis
- Gower Champion: Varius, presoner cartaginès, esclau d'Amytis i de Meta
- Richard Haydn: Horatio, cronista
- Norma Varden: Fabia, mare de Fabius
- William Demarest: Mago, oficial d'Hanníbal
- Douglass Dumbrille: Scipio
- Olszewski: Estàtua submarina
- Henry Corden: Carthalo, oficial d'Hanníbal
- Martha Wentworth: Vídua Titus

## Al voltant de la pel·lícula
- Jupiter's Darling  va ser el darrer film rodat per Esther Williams per la MGM
- Els personatges d'Hanníbal Barca i del dictador Quint Fabi Màxim Berrugós han existit, però amb una relació bastant llunyana amb els de la pel·lícula. Veure Hanníbal cantant dempeus sobre el seu elefant de guerra val el seu "pes en sestercis"!
- Entre els trossos de valentia de la pel·lícula, s'aprecien més particularment les escenes submarines, especialitat d'Esther Williams, els balls enrabiats de Marge i Gower Champion, les desfilades de les tropes cartagineses amb cants, tambors i trompetes, i el nombre sorprenent dels elefants cartaginesos.
- Altres comèdies musicals han estat situades en l'època romana:  Golfus de Roma i The Boys from Syracuse